# Jerzy Dobrzański (pilot rajdowy)
Jerzy Dobrzański pseudonim "Ruruś" (ur. 11 czerwca 1923 w Krakowie, zm. 23 sierpnia 2013) − polski kierowca i pilot rajdowy, wielokrotny rajdowy mistrz Polski, inżynier mechanik, więzień niemieckich obozów koncentracyjnych Gross-Rosen i Oranienburg.

## Życiorys
Urodził się 11 czerwca 1923 roku w Krakowie, gdzie jego ojciec prowadził warsztat samochodowy i zajmował się transportem. Przed wojną Dobrzański uprawił czynnie sport, grał w piłkę nożna (był bramkarzem Juvenii Kraków) i tenisa. W roku 1943 aresztowany przez gestapo do końca wojny przebywał w obozach koncentracyjnych  najpierw w Gross-Rosen potem w Oranienburgu. Po wojnie zaczął prowadzić firmę przewozową, od 1946 roku zaczął brać udział w rajdach i wyścigach motocyklowych, startując m.in. w Rajdzie Tatrzańskim, by od roku 1954 zacząć jeździć samochodem w zawodach rajdowych. 
Na początku lat pięćdziesiątych wstąpił do Automobilklubu Krakowskiego. W latach 1960–1977 startował w z sukcesami w Rajdowych Samochodowych Mistrzostwach Polski. W roku 1960, 1962, 1963 zdobywał tytuł mistrza Polski w różnych klasach, startując Fiatem 600 i BMW 700 Sport. W sezonie 1965 został wicemistrzem Polski, a w roku 1961 uzyskał trzecie miejsce w klasie III-IV. W roku 1967 startując w Rajdowych Mistrzostwach Europy zajął piąte miejsce w grupie pierwszej. Wielokrotnie był pilotem Sobiesława Zasady. 
W roku 1973 był członkiem zwycięskiego zespołu, który ustanowił trzy rekordy prędkości Polskim Fiatem 125p. Także w  roku 1973 został odznaczony złotym medalem za wybitne osiągnięcia sportowe, w roku 1975 został Zasłużonym Mistrzem Sportu, a Polski Związek Motorowy nadał mu brązową, srebrną i złotą Odznakę Honorową. Napisał książkę „Pod skrzydłami Opatrzności. Rajd przez życie”. Prowadził salonu i serwisy m.in. BMW, Forda, Opla, Chevroleta i Mini. Zmarł 23 sierpnia 2013 roku, pochowany został na cmentarzu Rakowickim w Krakowie.